# Orlický most
Orlický most je silniční most přes Orlici v Hradci Králové na východní části Gočárova okruhu (silnice I/31). Spojuje místní části Slezské Předměstí a Malšovice. 
Nachází se poblíž všesportovního stadionu, areálu tenisových kurtů a vodní plochy Bejkovna. 
Jedná se o železobetonový most postavený národním podnikem Stavby silnic a železnic Hradec Králové. Jeho výstavba probíhala v letech 1978 až 1980, přičemž šlo o poslední chybějí úsek městského okruhu, který navrhl Josef Gočár. Má tři pole z předpjatého betonu, čtyřproudová vozovka je pak podpírána dvěma kolmými železobetonovými pilíři.
Vzhledem k tehdy havarijnímu stavu Orlického mostu probíhala v letech 2014 a 2015 jeho rozsáhlá rekonstrukce.

## Fotogalerie

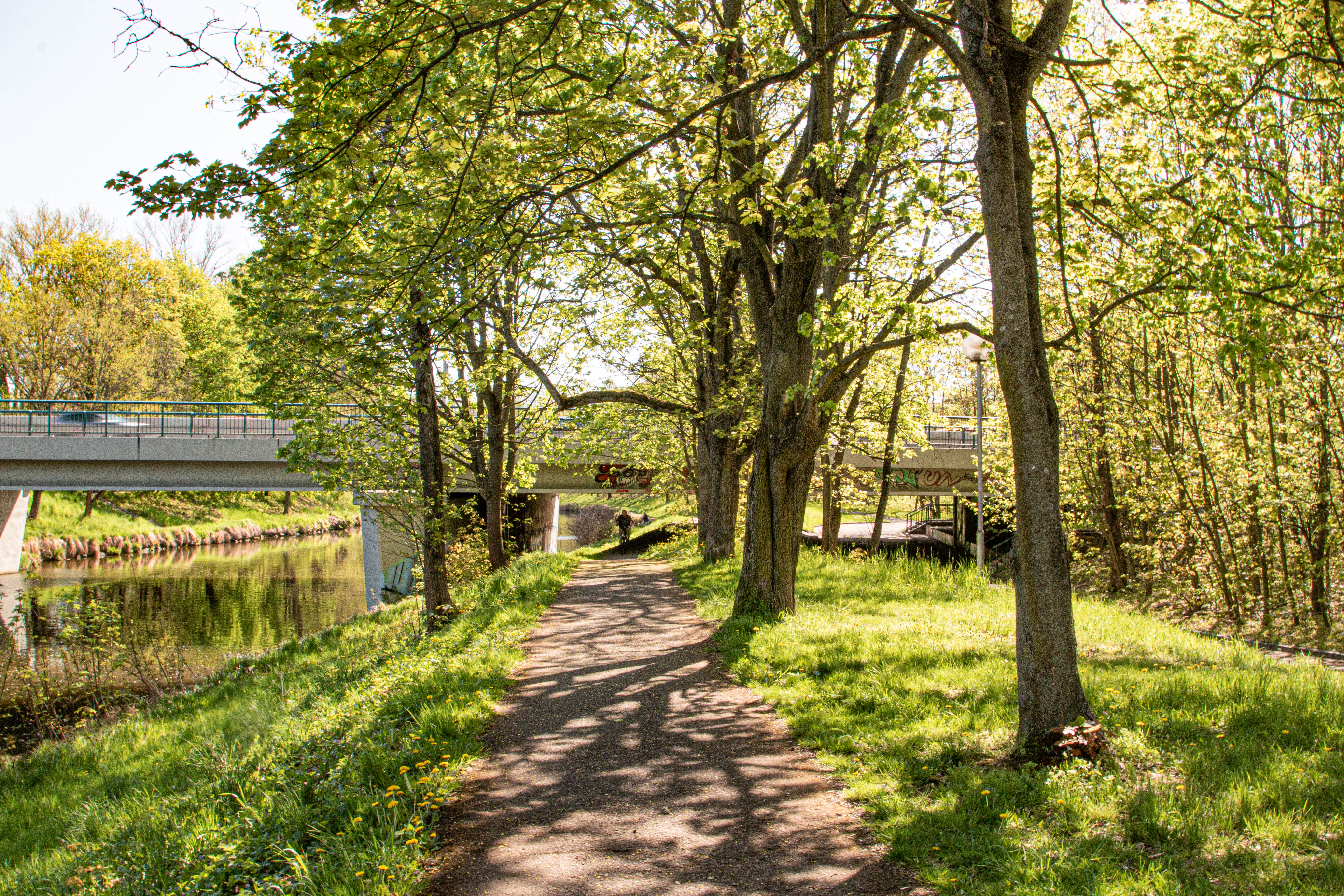
Pěší stezka pod Orlickým mostem
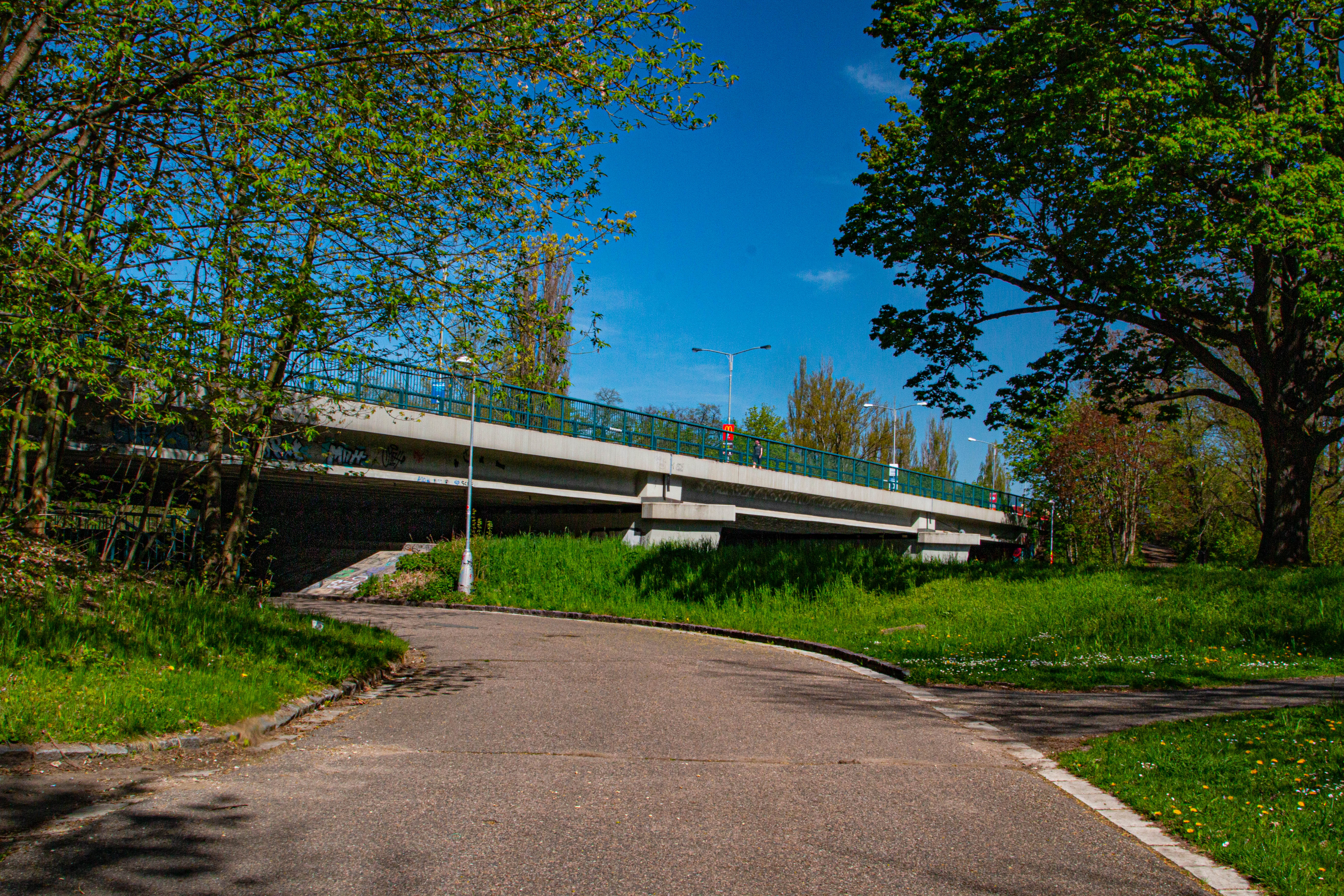
Podhled na cesty u Orlického mostu